# Цнянське водосховище

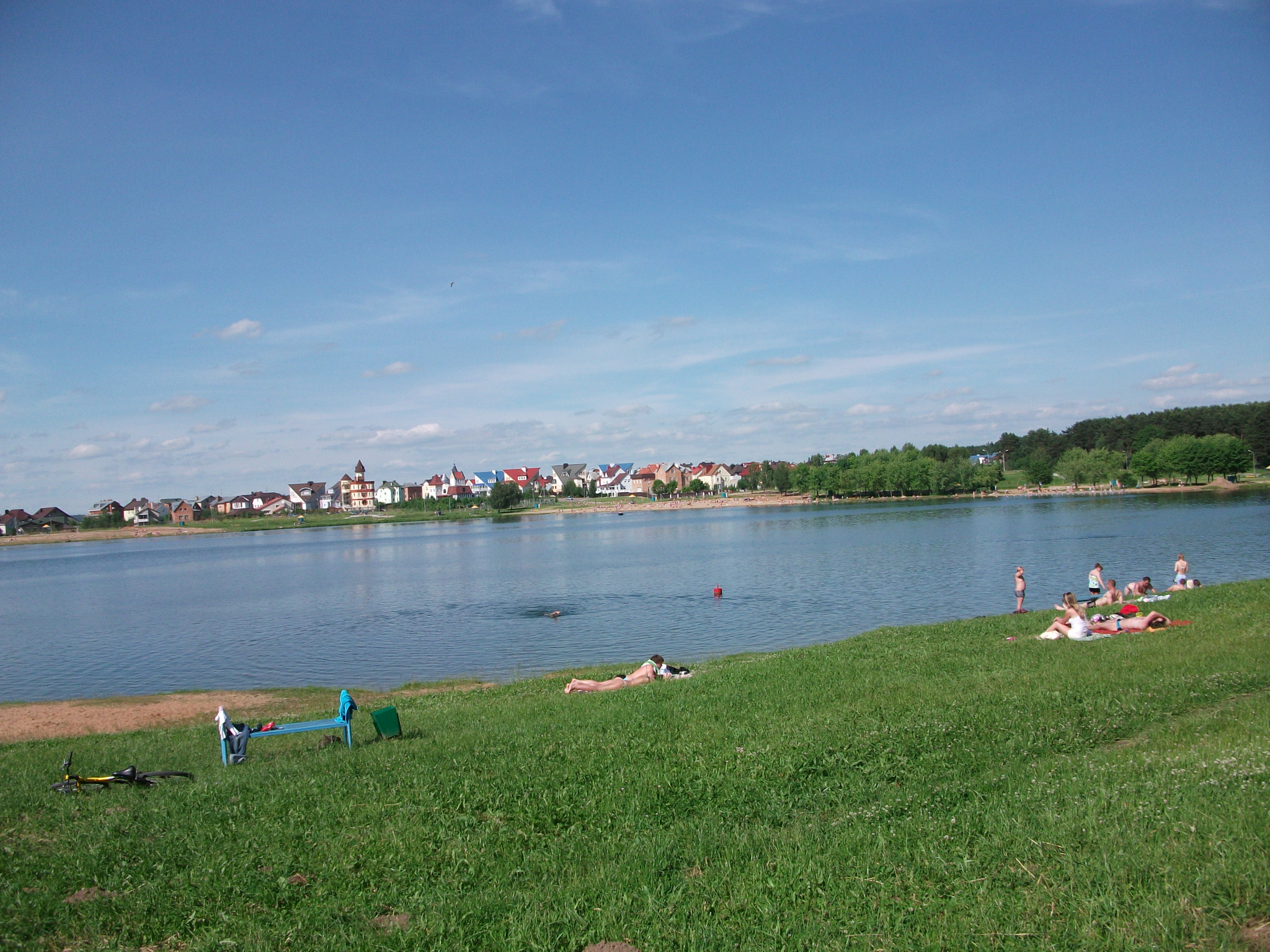

53°57′29″ пн. ш. 27°34′51″ сх. д. / 53.958111111111° пн. ш. 27.580777777778° сх. д.
Цнянское водосховище (біл. Цнянскае вадасховішча) — наливне водосховище, розташоване на півночі Мінська поблизу колишнього села Цна-Йодково, головне спорудження  Слепянської водної системи, що входить до складу  Вілейсько-Мінської водної системи.

## Розташування
Знаходиться в північно-західній частині Мінська, в  столичному мікрорайоні «Зелений Луг», поблизу колишнього села Цна-Йодково.

## Історія
Побудоване в 1982 році.
Спочатку призначалося для господарсько-питного та технічного водопостачання міста.
Останнім часом близько водосховища створена зона відпочинку і селище Цна.

## Характеристика
Живиться з  водосховища Дрозди.
Котловина — натуральна западина.
Площа — 0,87 км², довжина — 1,5 км, найбільша ширина — 1,4 км, найбільша глибина — 7,5 м, середня — 2,4 м.
Існує відгалуження (канал) в бік житлового району.